# Damjan Fras
Damjan Fras (né le 21 février 1973) est un ancien sauteur à ski slovène.

## Palmarès

### Jeux olympiques
| Épreuve / Édition | Albertville 1992 | Salt Lake City 2002 |
| Petit Tremplin    |                  | 28e                 |
| Grand Tremplin    | 42e              | 22e                 |
| Par Équipes       |                  | Bronze              |

### Championnats du monde
| Épreuve / Édition | Épreuve / Édition | Ramsau 1999 | Lahti 2001 | Val di Fiemme 2003 |
| Petit Tremplin    | Petit Tremplin    | 27e         | 30e        | 35e                |
| Grand Tremplin    | Grand Tremplin    | 20e         | 37e        |                    |
| Par Équipes       | PT                |             | 6e         |                    |
| Par Équipes       | GT                | 5e          | 5e         |                    |

### Championnats du monde de vol à ski
| Épreuve / Édition | Vikersund 2000 |
| Individuel        | 45e            |

### Coupe du monde
- Meilleur classement final: 27e en 2002.
- Meilleur résultat: 5e.